# Doronicum clusii
Il doronico del granito (nome scientifico Doronicum clusii (All.) Tausch, 1828) è una specie di pianta angiosperma dicotiledone della famiglia delle Asteraceae.

## Etimologia
Il nome generico (Doronicum) potrebbe derivare da un termine dell'Arabia: Doronigi o Doronidge. L'epiteto specifico (clusii) deriva dal professore francese di botanica, cui è stato dedicato questo fiore, Charles de l'Ecluse chiamato anche nella forma latina Carolus Clusius, creatore di uno dei più antichi orti botanici europei, l'Hortus botanicus di Leiden.
Questa specie fu descritta dal botanico e medico italiano Carlo Ludovico Allioni (1728–1804) come Arnica clusii e successivamente rinominata dal botanico austriaco Ignaz Friedrich Tausch (1793–1848) che la assegnò al genere Doronicum nella pubblicazione " Flora; oder, (allgemeine) botanische Zeitung. Regensburg, Jena" ( Flora 11: 178) del 1828.

## Descrizione

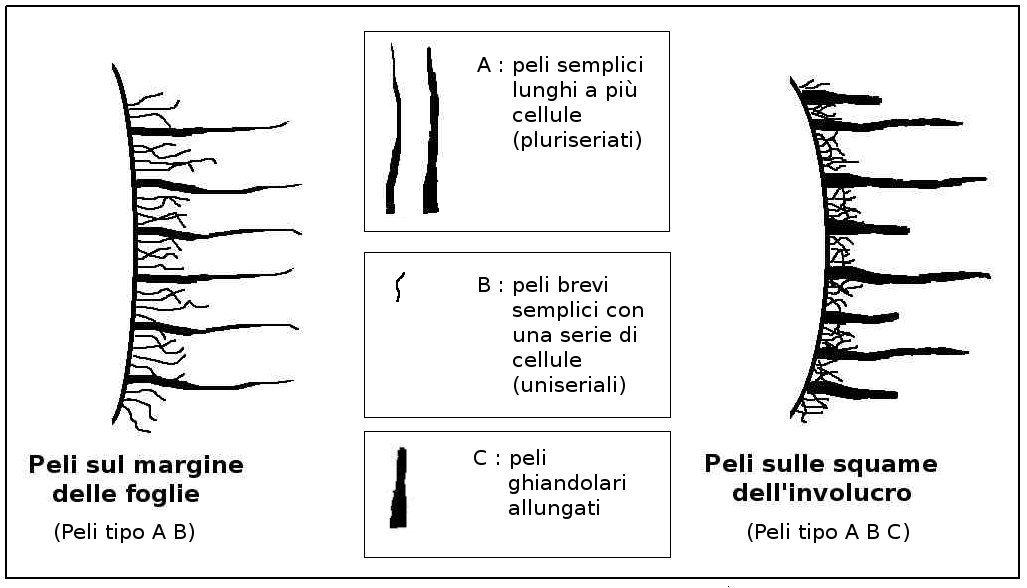
Peli della pianta

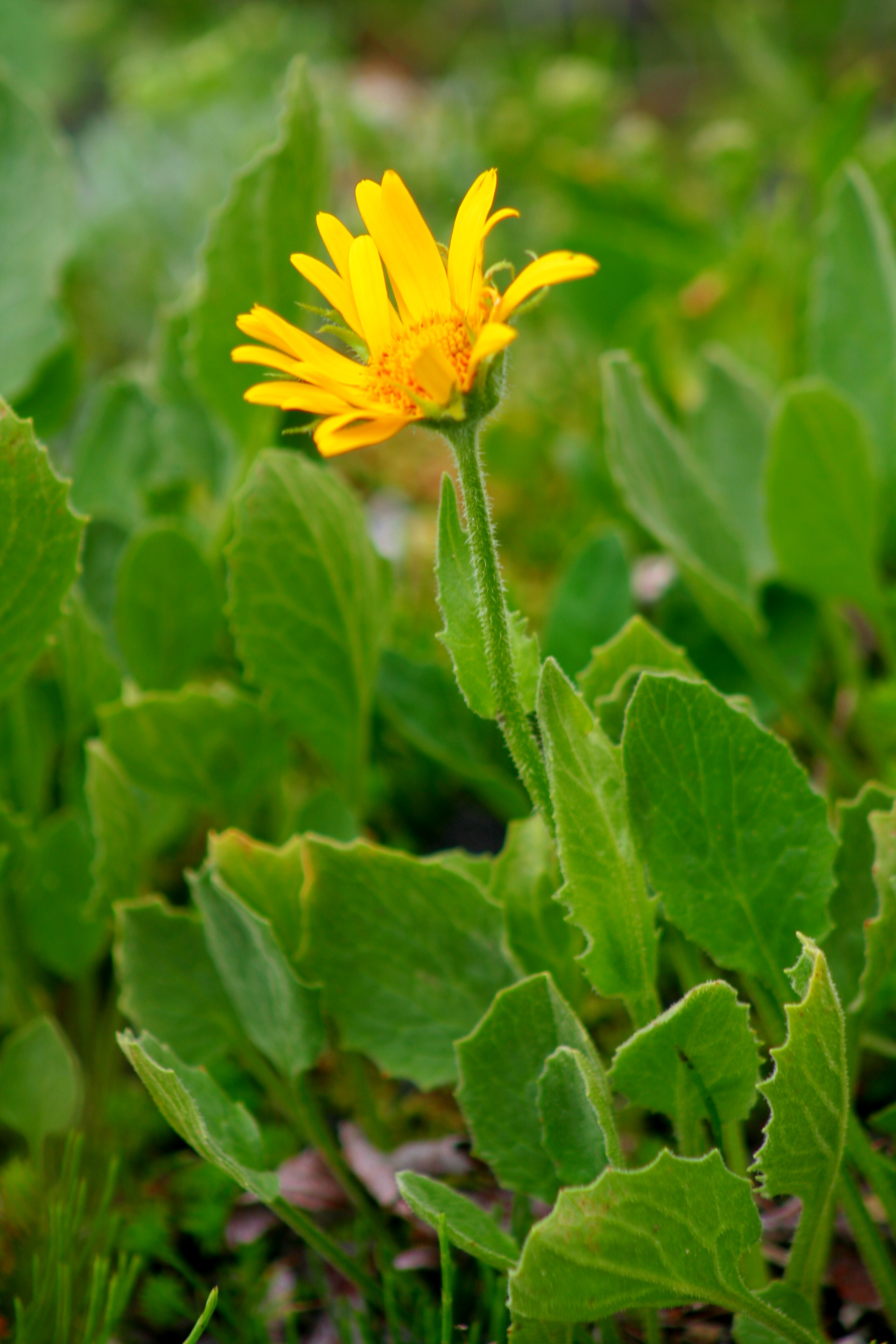
Il portamento

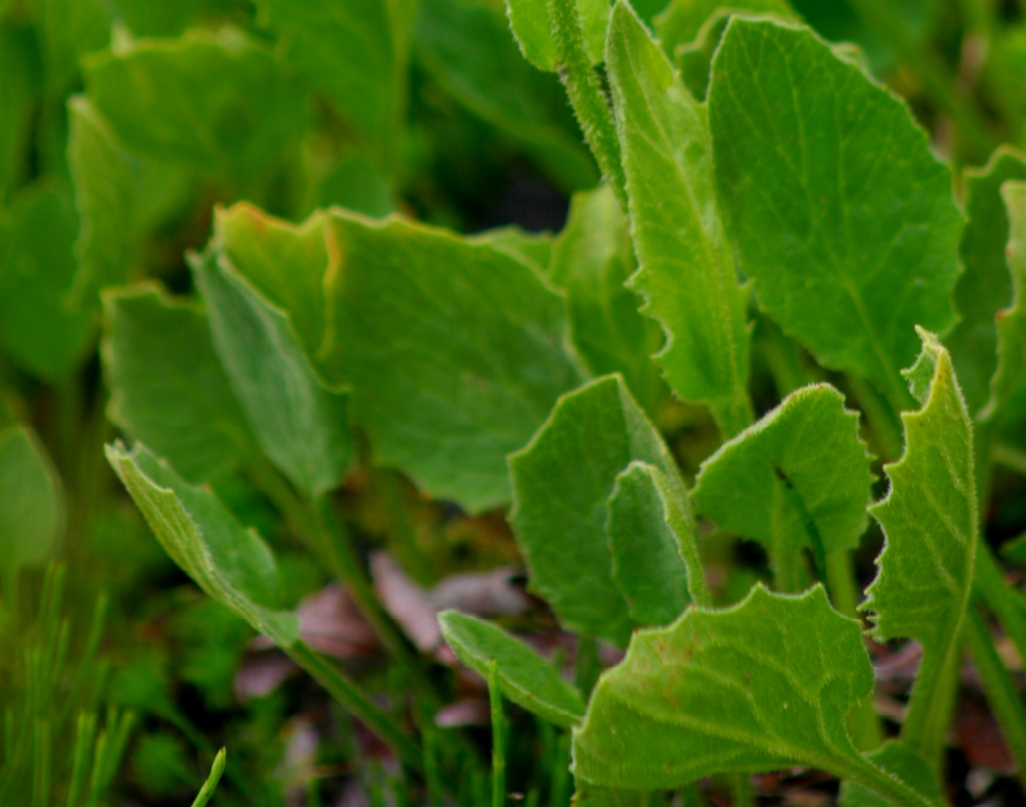
Le foglie

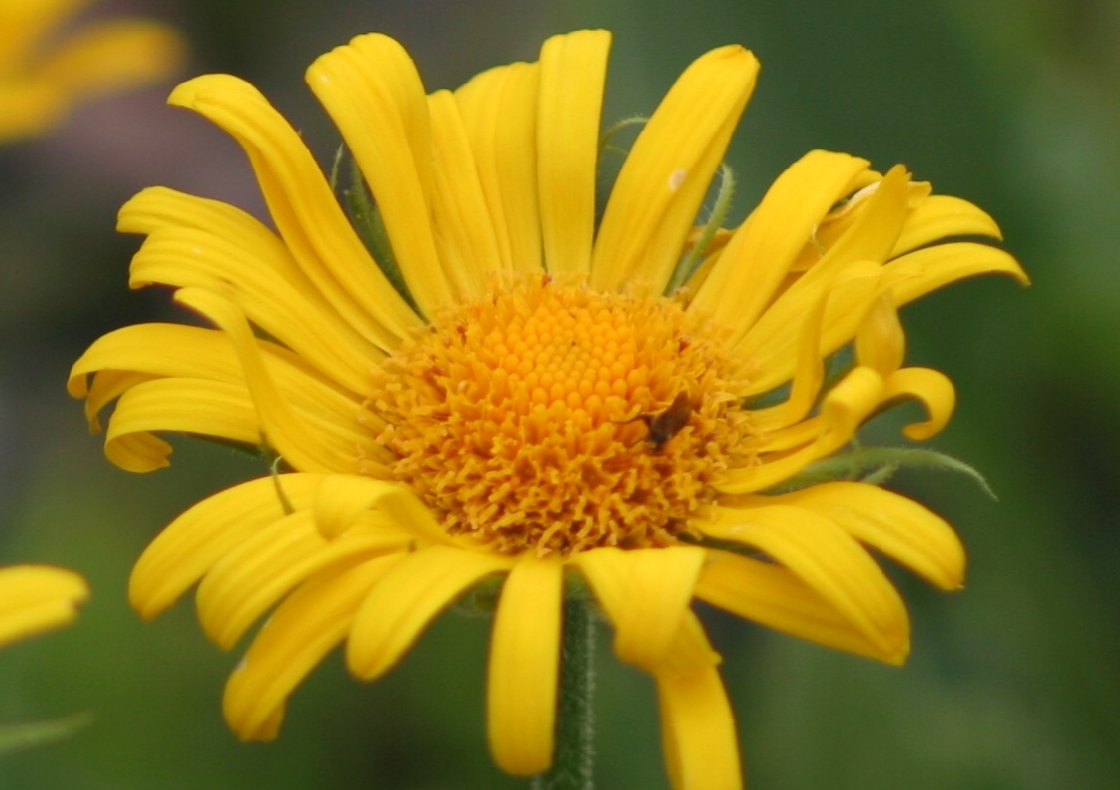
Il fiore

Habitus. Le piante di questa specie sono erbacee perenni provviste, soprattutto nelle parti alte e sul bordo delle foglie, di peli pluricellulari semplici ma ghiandolari. La determinazione esatta della forma e lunghezza dei peli è molto importante per definire la specie nell'ambito del genere. Purtroppo alcuni peli sono distinguibili solamente con un buon microscopio a 20-50 ingrandimenti. La tavola a fianco indica il tipo di peli presenti sul bordo delle foglie e sulla superficie delle brattee dell'involucro per la specie Doronicum clusii. L'altezza di queste piante varia da 10 a 30 cm. La forma biologica è geofita rizomatosa (G rhiz), ossia sono piante che portano le gemme in posizione sotterranea. Durante la stagione avversa non presentano organi aerei e le gemme si trovano in organi sotterranei chiamati rizomi, dei fusti sotterranei dai quali, ogni anno, si dipartono radici e fusti aerei.
Radici. Le radici derivano dal rizoma.
Fusto. 
- Parte ipogea: la parte sotterranea è un sottile rizoma (dal sapore non dolciastro), senza stoloni e nudo nella parte alta.
- Parte epigea: la parte aerea è eretta, semplice (non ramosa); la superficie è striata e pubescente.

Foglie. Le foglie sono intere con bordo largamente dentellato e provviste di peli sia sulla superficie che ai bordi (vedere tabella con disegno).
- Foglie basali: generalmente è presente una rosetta basale con foglie provviste da un lungo picciolo e con lamina a forma lanceolata. Lunghezza del picciolo : 3 – 6 cm. Dimensione delle foglie: larghezza 2 – 3 cm; lunghezza 30 – 50 mm (massimo 65 mm).
- Foglie cauline: le foglie cauline sono poche, a disposizione alterna e sessili (semi-amplessicauli). Le dimensioni si accorciano verso l'infiorescenza. La forma di quelle inferiori è triangolare con base arrotondata, mentre quelle superiori sono più lanceolate, quasi lineari (con base acuta).

Infiorescenza. L'infiorescenza è formata da grandi capolini solitari color giallo-oro che normalmente sovrastano l'apparato fogliare. La struttura dei capolini è quella tipica delle Asteraceae : un peduncolo sorregge un involucro a forma di coppa composto da più brattee in più serie (2-3) spiralate, che fanno da protezione al ricettacolo basale (che in questo caso è nudo – senza pagliette) sul quale s'inseriscono due tipi di fiori: quelli esterni ligulati (di colore giallo chiaro) e quelli interni tubulosi (di colore giallo accentuato). Diametro dei capolini : 3 – 5 cm. Lunghezza massima delle brattee : 16 mm
Fiori. I fiori sono tetra-ciclici (formati cioè da 4 verticilli: calice – corolla – androceo – gineceo) e pentameri (calice e corolla formati da 5 elementi). Sono inoltre ermafroditi, più precisamente i fiori del raggio (quelli ligulati e zigomorfi) sono femminili; mentre quelli del disco centrale (tubulosi e actinomorfi) sono bisessuali.
- Formula fiorale:

*/x K {\displaystyle \infty }, [C (5), A (5)], G 2 (infero), achenio
- Calice: i sepali del calice sono ridotti ad una coroncina di squame; nella fruttificazione sono persistenti.
- Corolla: la parte inferiore dei petali è saldata insieme e forma un tubo. In particolare quelli del disco centrale (tubulosi) terminano con delle fauci dilatate e a raggiera con cinque lobi; i lobi sono 5 volte più lunghi che larghi. Nei fiori periferici (ligulati) il tubo si trasforma in un prolungamento nastriforme terminante più o meno con cinque dentelli. Dimensione dei fiori ligulati: larghezza 2 mm; lunghezza 22 mm.
- Androceo: gli stami sono 5 con dei filamenti liberi; le antere invece sono saldate fra di loro e formano un manicotto che circonda lo stilo (sono inoltre prive di appendici filiformi). La forma delle antere è arrotondata o appena sagittata. Il polline è tricolporato (tipo "helianthoid").[13]
- Gineceo: lo stilo è unico con uno stimma profondamente bifido e con un ciuffo di peli alla sommità; l'ovario è infero e uniloculare formato da due carpelli concrescenti e contenente un solo ovulo.
- Antesi: da luglio a agosto o settembre (dipende dalla quota).

Frutti. I frutti sono degli acheni oblunghi con dei solchi longitudinali. Sono inoltre provvisti di pappo in serie multiple formato da soli peli senza coroncina.

## Biologia
- Impollinazione: l'impollinazione avviene tramite insetti (impollinazione entomogama tramite farfalle diurne e notturne).
- Riproduzione: la fecondazione avviene fondamentalmente tramite l'impollinazione dei fiori (vedi sopra).
- Dispersione: i semi (gli acheni) cadendo a terra sono successivamente dispersi soprattutto da insetti tipo formiche (disseminazione mirmecoria). In questo tipo di piante avviene anche un altro tipo di dispersione: zoocoria. Infatti gli uncini delle brattee dell'involucro (se presenti) si agganciano ai peli degli animali di passaggio disperdendo così anche su lunghe distanze i semi della pianta. Inoltre per merito del pappo il vento può trasportare i semi anche a distanza di alcuni chilometri (disseminazione anemocora).

## Distribuzione e habitat

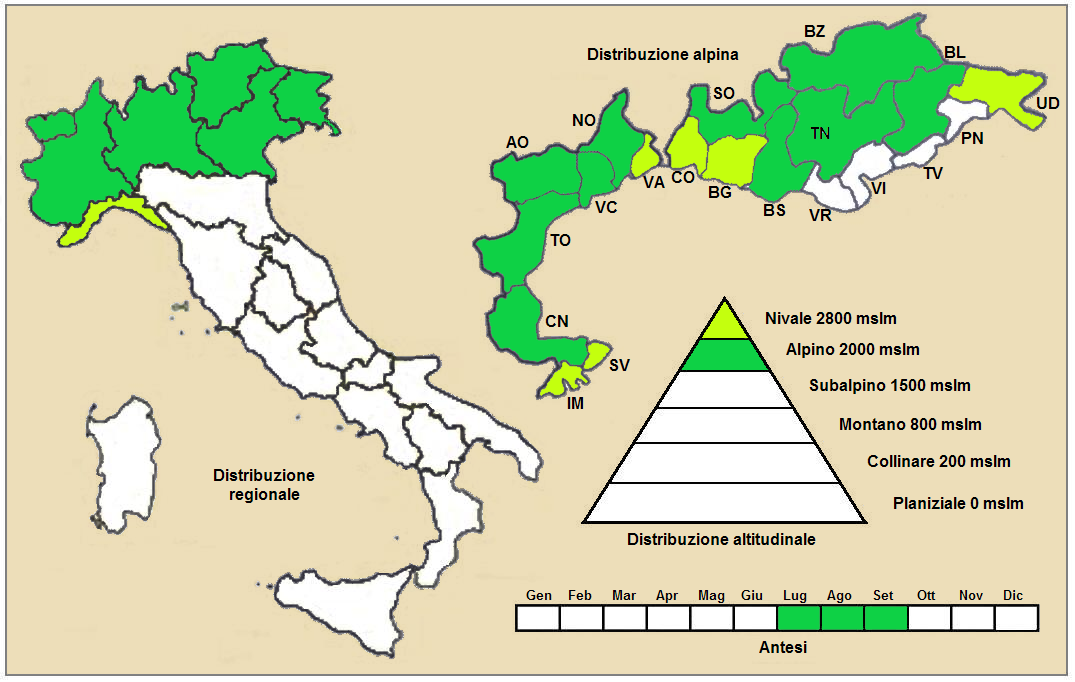
Distribuzione della pianta (Distribuzione regionale – Distribuzione alpina)

Geoelemento: il tipo corologico (area di origine) è  Orofita Sud Europeo .
Distribuzione: in Italia questa specie si trova solamente sulle Alpi (è comune in quelle Occidentali; rara nelle Orientali). Fuori dall'Italia, sempre nelle Alpi, questa specie si trova in Francia, Svizzera, Austria e Slovenia.
Habitat: l'habitat preferito per queste piante sono i macereti e le morene. Il substrato preferito è siliceo con pH acido, medi valori nutrizionali del terreno che deve essere mediamente umido.
Distribuzione altitudinale: sui rilievi alpini, in Italia, queste piante si possono trovare fino a 2.000 - 2.900 m s.l.m. (massimo 3.369 m s.l.m.); nelle Alpi frequentano quindi i seguenti piani vegetazionali: alpino e in parte quello nivale.

### Fitosociologia
Dal punto di vista fitosociologico alpino Doronicum clusii appartiene alla seguente comunità vegetale:
Formazione: comunità delle fessure, delle rupi e dei ghiaioni
Classe: Thlaspietea rotundifolii
Ordine: Androsacetalia alpinae
Alleanza: Androsacion alpinae

## Tassonomia
La famiglia di appartenenza di questa voce (Asteraceae o Compositae, nomen conservandum) probabilmente originaria del Sud America, è la più numerosa del mondo vegetale, comprende oltre 23.000 specie distribuite su 1.535 generi, oppure 22.750 specie e 1.530 generi secondo altre fonti (una delle checklist più aggiornata elenca fino a 1.679 generi). La famiglia attualmente (2021) è divisa in 16 sottofamiglie.

### Filogenesi
Il genere Doronicum non è molto numeroso, comprende 29 specie, distribuite quasi unicamente nell'emisfero boreale (Vecchio Mondo), delle quali 8 sono proprie della flora italiana. Il genere appartiene alla sottofamiglia delle Asteroideae e, da un punto di vista filogenetico, si trova in posizione "basale" rispetto all'intera sottofamiglia.
All'interno del genere D. clusii appartiene alla sezione Aronicum caratterizzata dall'avere i frutti acheni provvisti sempre di pappo.
Ulteriori caratteri distintivi per questa specie sono:
- il bordo delle foglie cauline superiori possiede dei peli semplici rigidi e dei peli semplici sinuosi (non sono presenti peli ghiandolari);
- il fusto è cavo per quasi tutta la sua lunghezza.

Il numero cromosomico della specie è: 2n = 60 e 120.

### Sinonimi
La specie di questa voce, in altri testi, può essere chiamato con nomi diversi. L'elenco che segue indica alcuni tra i sinonimi più frequenti:
- Arnica clusii All., 1773
- Aronicum clusiiv (All.) W.D.J.Koch, 1837
- Doronicum hirsutum  Lam.,1786
- Senecio clusii  (All.) Sch.Bip., 1845
- Arnica doronicum  Jacq., 1773
- Arnica styriaca  Vill., 1779
- Aronicum bauhini  Rchb.f., 1853
- Aronicum doronicum  (Jacq.) Rchb., 1831
- Doronicum bauhini  Saut. ex Rchb., 1831
- Doronicum incanum  Hill
- Grammarthron biligulatum  Cass., 1821

### Specie simili
- Arnica montana L.: è molto simile al fiore di questa scheda; le due piante differiscono per la disposizione delle foglie lungo il fusto che sono opposte nel caso dell'Arnica e non alterne come nel Doronicum.
- Doronicum glaciale (Wulfen) Nyman: si distingue per l'assenza di peli molli (mancano i peli di tipo “B” - vedere tabella a destra) e per avere una maggiore presenza di peli ghiandolari sul bordo delle foglie.

In generale tutti i “doronici” montani d'alta quota sono di difficile determinazione; questo vale per le seguenti specie: Doronicum austriacum, Doronicum columnae, Doronicum grandiflorum, Doronicum glaciale e Doronicum clusii.

## Giardinaggio
Come per altre specie anche per queste piante l'unico interesse è quello orticolo. Questo grazie ad alcune caratteristiche come i fiori grandi, la vivacità dei colori e la lunga fioritura oltre ad una certa resistenza ai climi freddi. Sono adatte unicamente al giardino rocciosi e alpino in quanto allo stato libero, raramente scendono sotto i limiti di altitudine superiore del bosco di faggio o di castagno.

## Galleria d'immagini

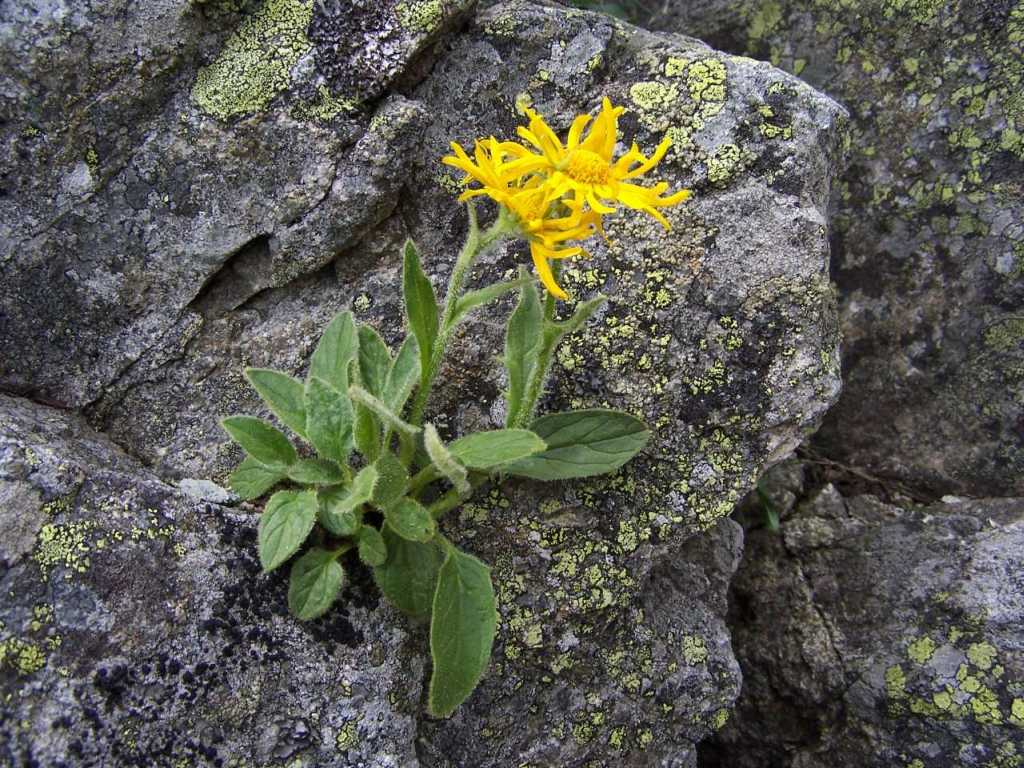
(subsp clusii)
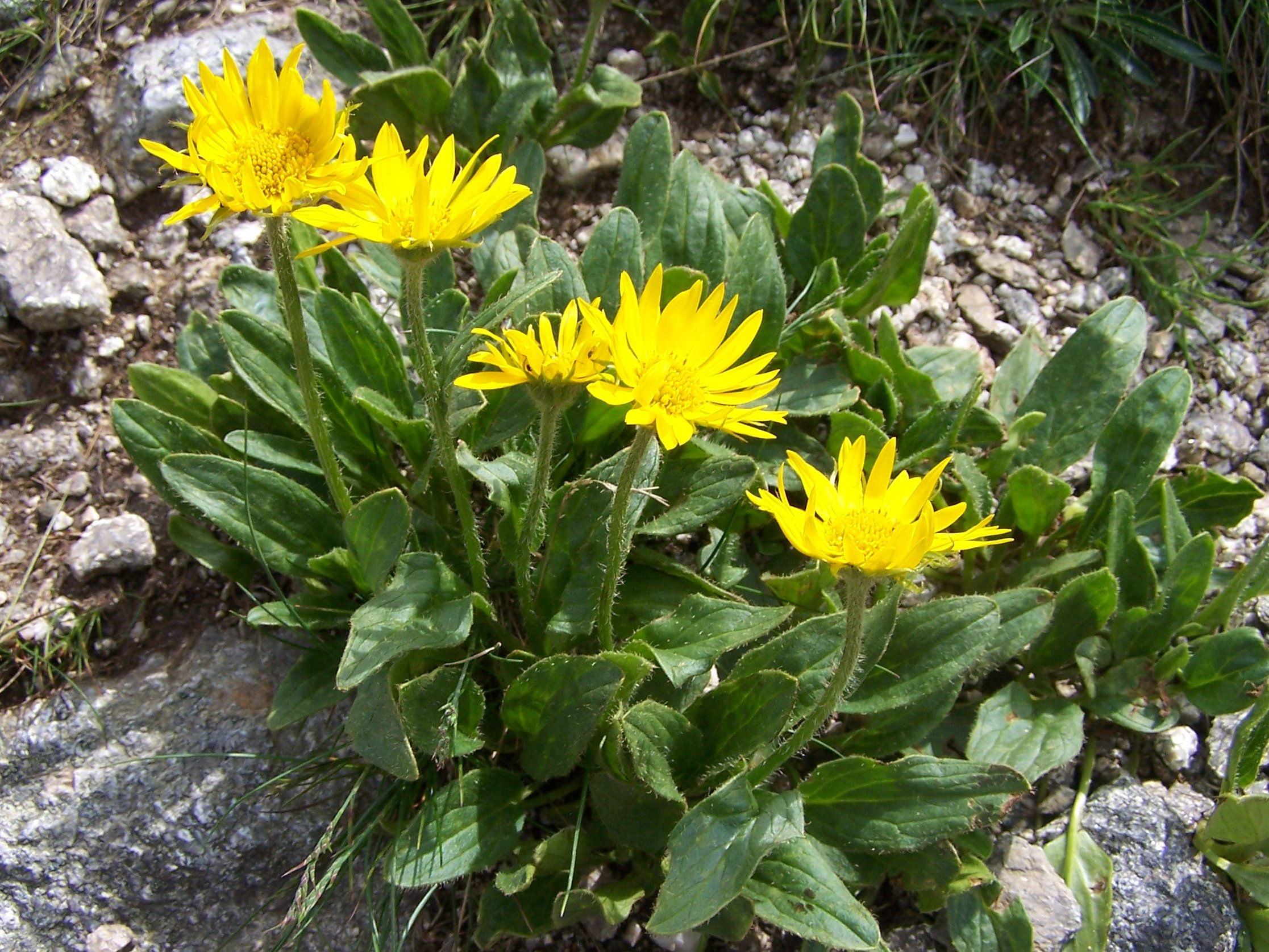
(subsp clusii)
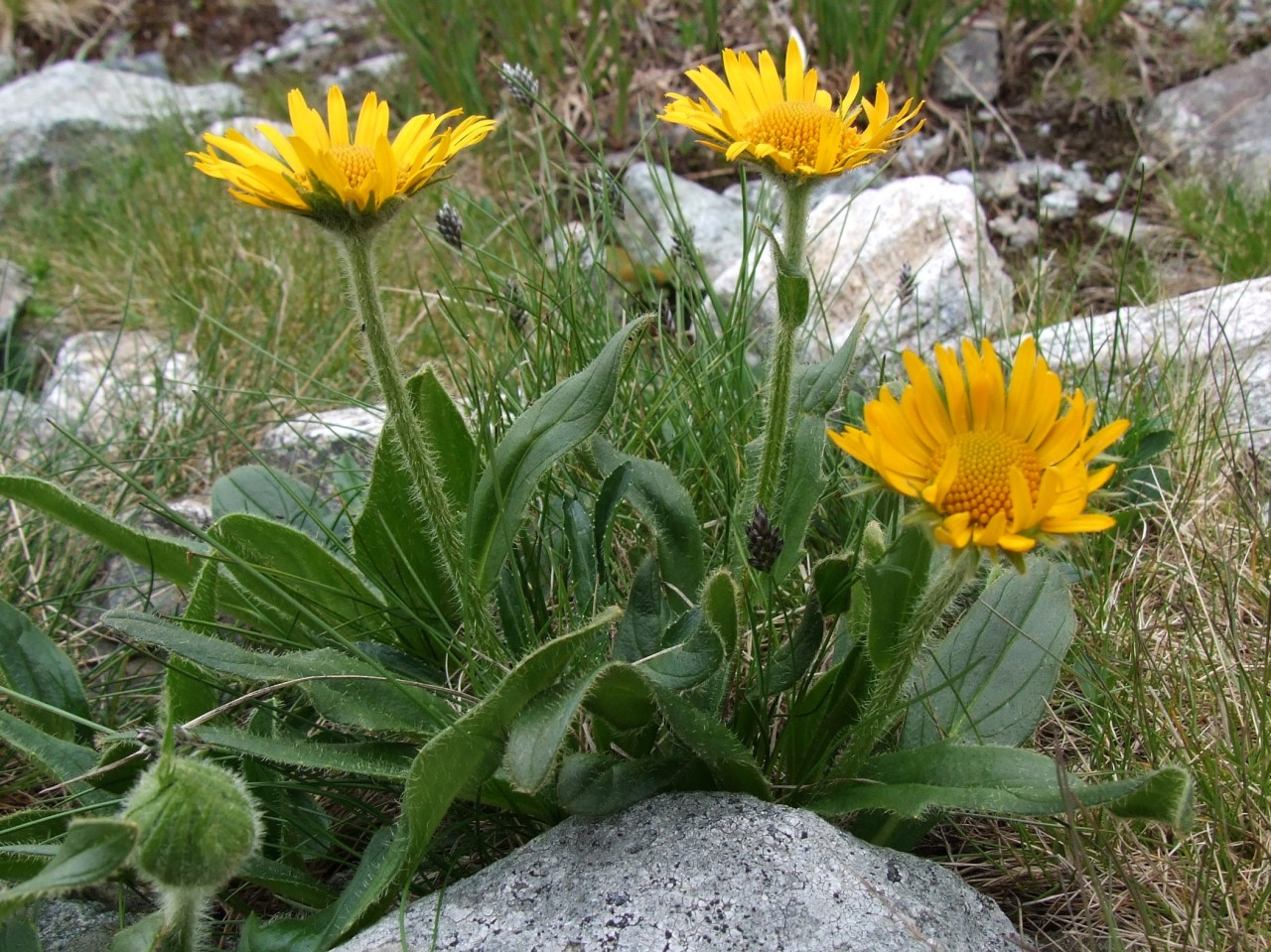
(subsp clusii)
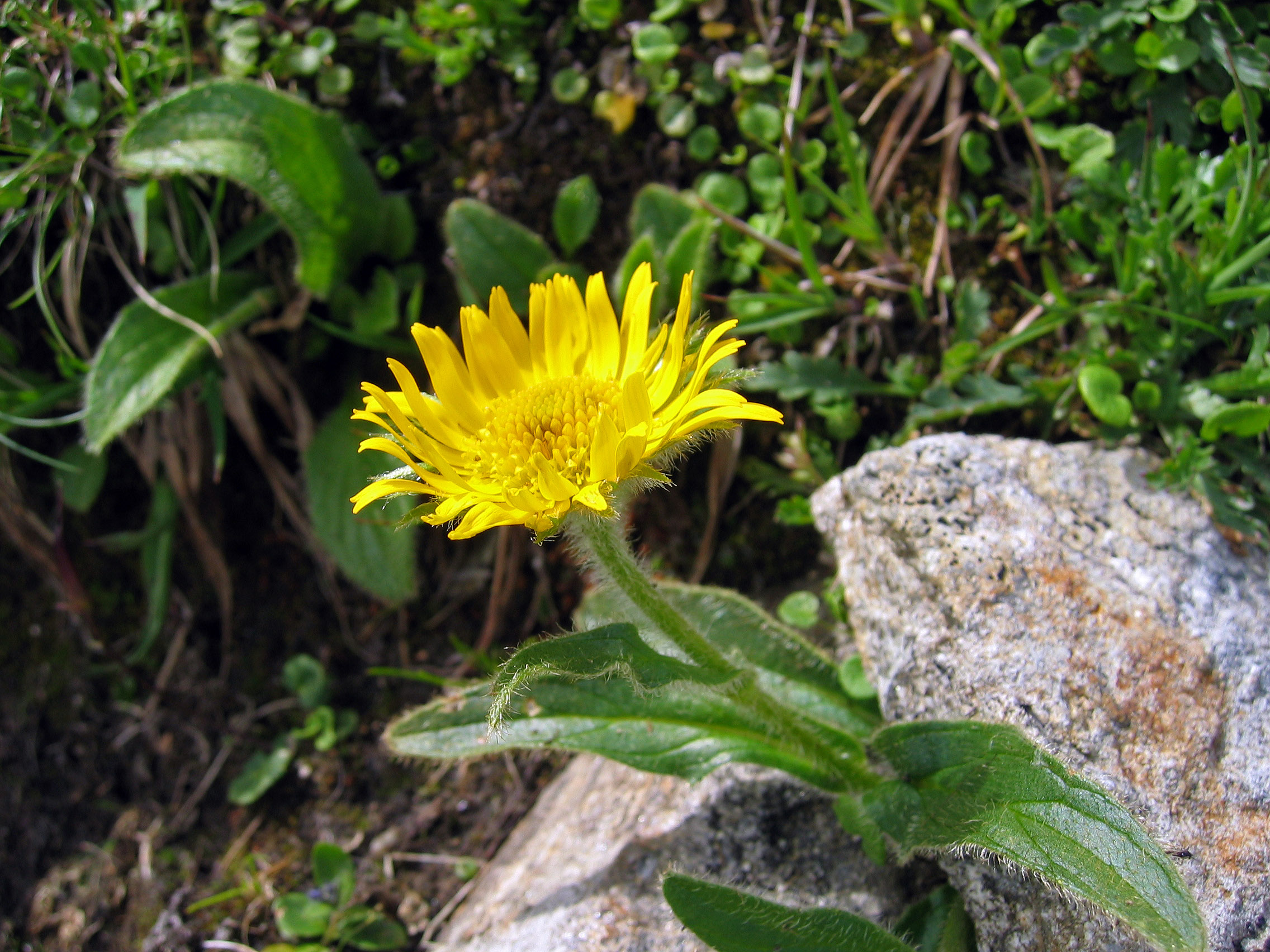
(subsp villosum)